# Anthaxia samai
Anthaxia samai es una especie de escarabajo del género Anthaxia, familia Buprestidae. Fue descrita científicamente por Curletti & Magnani en 1992.

## Distribución
Se distribuye por las ecozonas del Neártico, Neotrópico, región indomalaya, Paleártico y región afrotropical.